# الرابطة النسائية الديمقراطية (ألمانيا)
الرابطة النسائية الديمقراطية (بالألمانية: (Demokratischer Frauenbund Deutschlands (DFD) كانت المنظمة النسائية الجماهيرية في ألمانيا الشرقية. تأسست في مارس عام 1947 وكان لها الأهداف الرسمية التالية:
- إزالة الأفكار الفاشية.
- تعليم المرأة.
- المساواة في الحقوق.
- الظروف المعيشية الاجتماعية العادلة.
- تعليم الأطفال بروح الإنسانية والسلام.
- التعاون مع الحركة النسائية العالمية.

كانت إحدى أعضاء الجبهة الوطنية في ألمانيا الشرقية وكانت قد أرسلت ممثليها إلى المجلس التشريعي الأحادي لجمهورية ألمانيا الديمقراطية المعروف باسم فولكسكامر. بلغت عدد أعضائها 1.5 مليون في عام 1988.

## الرئيسات
| Name                 | Entered Office | Left Office |
| -------------------- | -------------- | ----------- |
| أن ماري دوراند ويفر  | 1947           | 1948        |
| إيمي داميريوس كوينين | 1948           | 1949        |
| إلي شميت             | 1949           | سبتمبر 1953 |
| إليس ثييلي           | سبتمبر 1953    | نوفمبر 1989 |
| إيفا رومان           | 1989           | 1990        |
| جيسيلا شتاينإكرت     | 1990           | 1990        |